# Televisão na Bósnia e Herzegovina
A televisão na Bósnia e Herzegovina foi introduzida  em 1956. A primeira transmissão ocorreu em 1961, quando a Televizija Sarajevo iniciou o seu programa, embora sem o seu próprio estúdio de televisão. Na época, foram usadas as instalações da Rádio Sarajevo para este efeito.
Hoje existem 150 emissoras de TV licenciadas na Bósnia e Herzegovina (23 públicas e 127 privadas). O processo de digitalização ainda está em curso na Bósnia e espera-se que saia das bandas de frequências analógicas. Há planos para estabelecer uma corporação de TV pública que operaria, consolidaria e melhoraria a qualidade de todas as emissoras públicas da Bósnia.

## Emissoras terrestres

### Televisão analógica
Bósnia e Herzegovina tem 3 locutores de rádio públicos financiados de rádio e taxas de televisão (RTV pretplata/pristojba). O valor das taxas de televisão na Bósnia e Herzegovina é de 7,5 BAM por mês (coletadas junto com a conta do serviço de telefonia fixa).
A emissora pública nacional da Bósnia e Herzegovina é a BHRT (Radio televizija Bosne i Hercegovine). Com uma televisão e um canal de rádio, cobre mais de 97% do país. O BHRT é o único membro bósnio da União Européia de Radiodifusão.
A emissora da entidade para a Federação da Bósnia e Herzegovina é a RTVFBiH  (Radio televizija Federacije Bosne i Hercegovine). O programa é transmitido em um rádio e um canal de televisão. A emissora da entidade para a Republika Srpska é a RTRS (Radio televizija Republike Srpske). O programa é transmitido através de um rádio e dois canais de televisão (um canal é através de sistemas de TV a cabo)
Existem outras 23 emissoras de TV pública que transmitem apenas localmente nos níveis municipal, local e regional, como 5 emissoras de TV cantonais (TVSA, RTV TK, RTV USK, RTV ZE e RTV BPK).
Estações de TV privadas com cobertura nacional são OBN e Pink BH.
Das 30 estações de televisão privadas, a maioria só está disponível localmente, quer a nível municipal (por exemplo, TV KISS de Kiseljak ou TV Maglaj de Maglaj) como a nível nacional (ex: Hayat na entidade FBiH ou Alternativna TV na Republika Entidade Srpska). Estas empresas de radiodifusão concentram-se principalmente nos mercados de direito, mas também transmitem um programa conjunto conhecido como "Programa Plus" em 85% do território da Bósnia e Herzegovina.
Várias estações de TV privadas locais e regionais transmitem um programa conjunto conhecido como "Mreža TV". Essas emissoras fornecem um espaço publicitário comum (em nível de país, entidade ou região) que é mais atraente para os principais anunciantes. As redes de TV locais compartilham notícias locais (por exemplo, rede PRIMA na entidade RS).
| Tipo de estação de TV                    | Soma |
| ---------------------------------------- | ---- |
| Licença de televisão                     | 3    |
| Radiodifusão pública                     | 12   |
| Transmissões comerciais                  | 30   |
| Estações de televisão analógica no total | 45   |

### Televisão digital
O processo de digitalização ainda está em andamento na Bósnia e Herzegovina. Um transmissor analógico foi desativado em junho de 2015 por solicitação da vizinha Sérvia, afetando um dos canais de transmissão públicos, mas o sinal foi restabelecido em poucos dias.
Agência de Regulamentação de Comunicações da BiH emitiu as primeiras licenças de radiodifusão digital na Bósnia e Herzegovina para os organismos de radiodifusão BHRT, RTVFBIH e RTRS. As licenças foram válidas a partir de 1 de março de 2016. Um sinal de teste de DVB-T no MUX-A era esperado até o final de 2016 em algumas partes do país, e o processo de licitação para concluir o MUX-A para todo o território do país ("segunda fase") foi iniciado. A partir de agosto de 2016, não há notícias sobre o MUX-B, que é destinado a estações de TV privadas e regionais.

## Emissoras de TV a cabo
Muitas estações de televisão locais e regionais também estão disponíveis através da televisão por cabo que tem estado em expansão na Bósnia e Herzegovina nos últimos 10 anos. Existem mais de 98 emissoras de TV licenciadas (privadas e públicas) que transmitem seus programas exclusivamente via cabo, satélite ou IPTV. A maioria destas são estações de televisão municipais e locais (por exemplo, KTV Zavidovići, TV Istočno Sarajevo ou TV Posavina).
As estações de televisão por cabo e satélite que visam captar um público mais vasto são: Al Jazeera Balkans, TV1, TV FACE, Cinema TV, N1, M1 GOLD e os múltiplos canais de TV da Hayat TV (ex. Hayat Plus, Hayatovci, Hayat Music, Hayat Folk) , BTV RTV (BN Music, BN Televizija) e OTV Valentino (Valentino Etno, Folk Valentino, Prva Hercegovačka). O Pink BH via Pink Media Group transmite mais de 50 canais de TV a cabo (por exemplo, Pink Movies, Pink Action, Pink Comedy, Pink Erotic, Pink Fashion).
| Tipo de estação de TV                    | Soma |
| ---------------------------------------- | ---- |
| Licença de televisão                     | 1    |
| Radiodifusão pública                     | 7    |
| Transmissões comerciais                  | 97   |
| Estações de televisão analógica no total | 105  |

Dependendo do provedor de TV a cabo e do tipo de assinatura, a oferta de TV a cabo geralmente inclui a maioria dos canais terrestres locais. As ofertas são geralmente personalizadas para uma cidade específica. A oferta básica de cabo é limitada a 40-65 canais de TV nos pacotes iniciais. Pacotes digitais e de IPTV são limitados a 120-180 canais (incluindo pacotes de canais adicionais, pacotes HD, VOD etc.).

## Emissoras estrangeiras
Existem mais de 56 operadores de TV a cabo licenciados na Bósnia e Herzegovina. As últimas estimativas mostram que os serviços de televisão por cabo na Bósnia e Herzegovina utilizam cerca de 330.000 famílias.
Dependendo do provedor de cabo e do tipo de assinatura, a oferta de TV a cabo geralmente inclui canais como FOX, Filmes FOX, FOX Life, FOX Crime, AXN, MGM, Canal Sci Fi, Eurosport, MTV, Comedy Central Extra, National Geographic Channel (com legendas em local bósnio, croata ou sérvio). As operadoras de cabo da Bósnia oferecem um grande número de canais de TV regionais nacionais (por exemplo, HRT, RTS, B92) e internacionais (por exemplo, CNN, DW, RTL, Euronews, Russia Today).
A oferta esportiva premium é limitada principalmente aos pacotes Arena Sport ou Sport Klub. Os canais de filmes premium são limitados principalmente aos pacotes de TV HBO e Cinemax.
Existem sete fornecedores licenciados de serviços a pedido (VOD) na Bósnia e Herzegovina.

## Canais de televisão extintos da Bósnia e Herzegovina
Após 17 de julho de 2002, na Bósnia e Herzegovina não havia estações de rádio e TV que transmitissem sem a licença de transmissão oficial emitida pela Agência Reguladora de Comunicações da Bósnia e Herzegovina. Todos os meios de comunicação locais da Bósnia e Herzegovina, que não puderam cumprir os critérios oficiais do concurso para as licenças de radiodifusão, foram encerrados no período entre 2000 e 2002. De acordo com as recomendações, a CRA BiH estabeleceu um registo público de licenças emitidas para todas as empresas de radiodifusão, com dados relevantes sobre todos os meios de comunicação (estações de rádio, canais de televisão...) que receberam autorização para trabalhar.